# Parablatticida trinidadensis
Parablatticida trinidadensis är en stekelart som beskrevs av John S. Noyes och Hayat 1984. Parablatticida trinidadensis ingår i släktet Parablatticida och familjen sköldlussteklar. Inga underarter finns listade i Catalogue of Life.